# كريستيان دونز
كريستيان دونز (بالنرويجية البوكمول: Christian Dons)‏ هو شخصية أعمال نرويجي، ولد في 25 مارس 1886، وتوفي في 23 مارس 1953.